# Bernard Bosquier
Bernard Bosquier (ur. 19 czerwca 1942 w Thonon-les-Bains) – francuski piłkarz grający na pozycji obrońcy. W swojej karierze rozegrał 42 mecze w reprezentacji Francji, w których strzelił 3 gole.

## Kariera klubowa
Swoją karierę piłkarską Bosquier rozpoczął w klubie Olympique Alès. W sezonie 1959/1960 zadebiutował w jego barwach w drugiej lidze francuskiej. W 1961 roku przeszedł do pierwszoligowego FC Sochaux-Montbéliard. W 1962 roku spadł z Sochaux do drugiej ligi, a w 1964 roku wywalczył z nim ponowny awans do pierwszej. W Sochaux grał do końca sezonu 1965/1966.
Latem 1966 roku Bosquier przeszedł do AS Saint-Étienne. W latach 1967–1970 czterokrotnie z rzędu wywalczył z Saint-Étienne tytuł mistrza Francji. W 1971 roku został wicemistrzem kraju. W barwach Saint-Étienne zdobywał też Puchar Francji w 1968 i 1970 roku i Superpuchar w latach 1967, 1968 i 1969. W 1967 i 1968 roku był wybierany Piłkarzem Roku we Francji.
W 1971 roku Bosquier odszedł z AS Saint-Étienne do Olympique Marsylia. W sezonie 1971/1972 sięgnął z Olympique po dublet - mistrzostwo oraz puchar kraju. W Olympique grał do 1974 roku. Następnie przeszedł do drugoligowego FC Martigues. W 1976 roku zakończył w nim swoją karierę.
| Sezon   | Klub                   | Kraj    | Rozgrywki  | Mecze | Bramki |
| ------- | ---------------------- | ------- | ---------- | ----- | ------ |
| 1959/60 | Olympique Alès         | Francja | Division 2 | 8     | 1      |
| 1960/61 | Olympique Alès         | Francja | Division 2 | 22    | 0      |
| 1961/62 | FC Sochaux-Montbéliard | Francja | Division 1 | 29    | 0      |
| 1962/63 | FC Sochaux-Montbéliard | Francja | Division 2 | 26    | 0      |
| 1963/64 | FC Sochaux-Montbéliard | Francja | Division 2 | 30    | 0      |
| 1964/65 | FC Sochaux-Montbéliard | Francja | Division 1 | 31    | 7      |
| 1965/66 | FC Sochaux-Montbéliard | Francja | Division 1 | 34    | 5      |
| 1966/67 | AS Saint-Étienne       | Francja | Division 1 | 37    | 6      |
| 1967/68 | AS Saint-Étienne       | Francja | Division 1 | 36    | 4      |
| 1968/69 | AS Saint-Étienne       | Francja | Division 1 | 33    | 4      |
| 1969/70 | AS Saint-Étienne       | Francja | Division 1 | 34    | 3      |
| 1970/71 | AS Saint-Étienne       | Francja | Division 1 | 27    | 3      |
| 1971/72 | Olympique Marsylia     | Francja | Division 1 | 35    | 4      |
| 1972/73 | Olympique Marsylia     | Francja | Division 1 | 34    | 2      |
| 1973/74 | Olympique Marsylia     | Francja | Division 1 | 24    | 5      |
| 1974/75 | FC Martigues           | Francja | Division 2 | 25    | 4      |
| 1975/76 | FC Martigues           | Francja | Division 2 | 9     | 0      |

## Kariera reprezentacyjna
W reprezentacji Francji Bosquier zadebiutował 2 grudnia 1964 roku w przegranym 0:3 towarzyskim meczu z Belgią. W 1966 roku został powołany do kadry na Mistrzostwa Świata w Anglii. Na tym turnieju rozegrał trzy mecze: z Meksykiem (1:1), z Urugwajem (1:2) i z Anglią (0:2). Od 1964 do 1972 roku rozegrał w kadrze narodowej 42 mecze i strzelił w nich 3 gole.